# Kombinat Verpackung
Der VEB Kombinat Verpackung Leipzig war ein Kombinat in der Deutschen Demokratischen Republik.
Die Betriebe des Kombinats produzierten verschiedene Arten von Versand- und Verkaufsverpackungen aus Papier, Pappe, Plaste und Metall. Hierzu zählten Faltschachteln, Produkte aus Wellpappe, Verpackungs-folien und -beutel und Etiketten. Zudem wurden Tapeten und diverse Bürobedarfe und Spezialprodukte hergestellt.
Die gefertigten Spezialprodukte umfassten unter anderem Fotoalben, Pappteller, Filmlochkarten, Papp- und Plasthülsen für Textilzwirn sowie Hitzeschutzfolie, zum Beispiel für Anwendungen in Hitzeschutzkleidung.
Der Kombinatsbetrieb VEB Forschungszentrum Verpackung Dresden bot Forschungsleistungen für die Verpackungsindustrie an. Der Betrieb hielt Verbindung zu inländischen Hochschuleinrichtungen und war für die Vergabe von Lizenzen verantwortlich. Die zum Kombinat gehörende Akademie für sozialistische Wirtschaftsführung Verpackung Altenburg führte Lehrgänge für leitende Mitarbeiter verschiedener Industriezweige durch.
Das Kombinat unterstand dem Ministerium für Glas- und Keramikindustrie. Weitere zentral geleitete Kombinate im Zuständigkeitsbereich dieses Ministeriums sind in der Liste von Kombinaten der DDR aufgeführt.
Im Zuge der Wende und der anschließenden Wiedervereinigung wurde das Kombinat 1990 aufgelöst, und seine Betriebe wurden privatisiert. 

## Zugehörige Betriebe
Zum Kombinat gehörten zuletzt die folgenden Betriebe: 
- VEB Vereinigte Wellpappenbetriebe Leipzig in Engelsdorf; (Stammbetrieb)
- Akademie für sozialistische Wirtschaftsführung Verpackung Altenburg
- VEB Berlin-Tapeten Berlin
- VEB Briefalux Dresden
- VEB Falken-Registraturen Peitz
- VEB Forschungszentrum Verpackung Dresden
- VEB Gravo-Druck Halle
  - Hermes Halle, Graphischer Spezialbetrieb
- VEB Optima Aschersleben, Großdruckerei und Papierverarbeitungswerk
  - Papiersackfabrik Nienburg
  - Verpackungsmittelwerk Magdeburg
- VEB Papierverarbeitungswerk Torgau
- VEB Papierverarbeitungswerk Zittau
- VEB Pirol Lößnitz, Papier- und Plastverarbeitungswerke
- VEB Polyfol Markkleeberg
- VEB Polypack Dresden
  - Werk Dippoldiswalde
- VEB Spezialverpackungen Polymen Gera
- VEB Tapetenfabrik Coswig
- VE AHB Verpackung und Bürobedarf Export/Import Leipzig
- VEB Verpackungsmittelwerk Berlin
- VEB Verpackungsmittelwerk Crimmitschau
- VEB Verpackungsmittelwerk „Ernst Thälmann“ Saalfeld
  - Etama Erfurt
  - Gotha-Druck
- VEB Verpackungsmittelwerk Leipzig
- VEB Verpackungsmittelwerk Schwarzhammermühle
  - Kartonagen Treuen
- VEB Verpackungsmittelwerk Schwerin
- VEB Verpackungsmittelwerke Ehrenfriedersdorf
- VEB Wellpappenwerk Arnstadt
- VEB Wellpappenwerk Waren